# Saint-André-de-Buèges
Saint-André-de-Buèges is een gemeente in het Franse departement Hérault (regio Occitanie) en telt 53 inwoners (2009). De plaats maakt deel uit van het arrondissement Lodève.

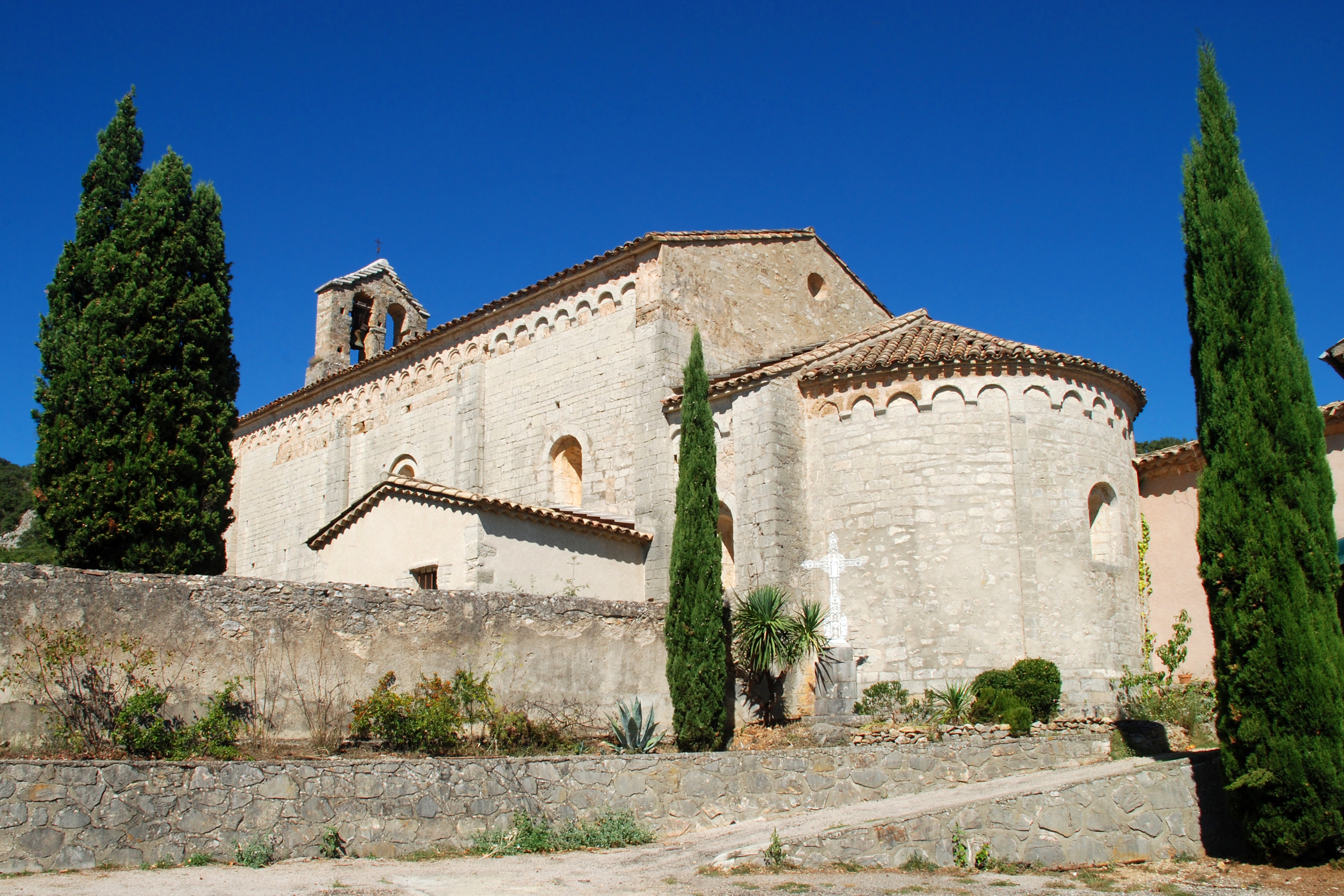
Kerk van Saint-André-de-Buèges

## Geografie
De oppervlakte van Saint-André-de-Buèges bedraagt 13,5 km², de bevolkingsdichtheid is dus 3,9 inwoners per km².
De onderstaande kaart toont de ligging van Saint-André-de-Buèges met de belangrijkste infrastructuur en aangrenzende gemeenten.

## Demografie
Onderstaande figuur toont het verloop van het inwonertal (bron: INSEE-tellingen).
1. ↑  Populations de référence 2022.